# (54863) Gasnault
(54863) Gasnault est un astéroïde de la ceinture principale.

## Description
(54863) Gasnault est un astéroïde de la ceinture principale. Il fut découvert le 18 juillet 2001 à l'observatoire Palomar par le programme NEAT. Il présente une orbite caractérisée par un demi-grand axe de 2,56 UA, une excentricité de 0,09 et une inclinaison de 5,2° par rapport à l'écliptique.